# Hauptstadion Aachen
El Hauptstadion Aachen se encuentra en el Parque Deportivo Soers en la localidad de Aquisgrán, en el país europeo de Alemania. Se utiliza para el salto ecuestre y espectáculos. Fue renovado en 2005 y tiene una capacidad aproximada para recibir a unos 40.000 espectadores. Fue sede de los Juegos Ecuestres Mundiales de 2006.